# Urban Aldenklint
Urban Aldenklint, född 1954, är en svensk aikidoutövare och instruktör graderad till 7:e dan inom organisationen Aikikai och bär titeln Shihan.
Efter ett år som uchideshi i Kobayashi dojo, ett nätverk av klubbar i Tokyotrakten under ledning av Yasuo Kobayashi, startade Aldenklint 1981 aikidoklubben Iyasaka på Södermalm i Stockholm tillsammans med Ulf Linde. Klubben utvecklades snart till landets största aikidoklubb. Han har även suttit i styrelsen för svensk aikido, alltså Svenska Budo- och kampsportsförbundets aikidosektion. Urban Aldenklint blev 2010 den första som fick Svenska Budo & kampsportsförbundets utmärkelse "Årets ledare". 
Han är även sångare och låtskrivare i rockbandet Suburban tillsammans med Sonny Ågren, Åke Bengtsson och Börje Hansson.